# Aeroportul Municipal Livermore
Aeroportul Municipal Livermore (IATA: LVK, ICAO: KLVK, FAA LID: LVK) este un aeroport din California, Statele Unite ale Americii. Aeroportul a fost tranzitat în 2019 de 158 de pasageri.
Situat la o altitudine de 122 m, aeroportul dispune de 2 piste.

## Infrastructură

### Piste
Aeroportul dispune de 2 piste. Pista 07L/25R are suprafața de asfalt și dimensiunile 5.253 picioare × 100 picioare. Pista 07R/25L are suprafața de asfalt și dimensiunile 2.699 picioare × 75 picioare. 